# چیکان، کایپینگ
چیکان، کایپینگ (به لاتین: Chikan) یک شهرک در جمهوری خلق چین است که در کایپینگ واقع شده‌است. چیکان ۶۱٫۴ کیلومتر مربع مساحت و ۴۶٬۰۰۰ نفر جمعیت دارد.

## نگارخانه

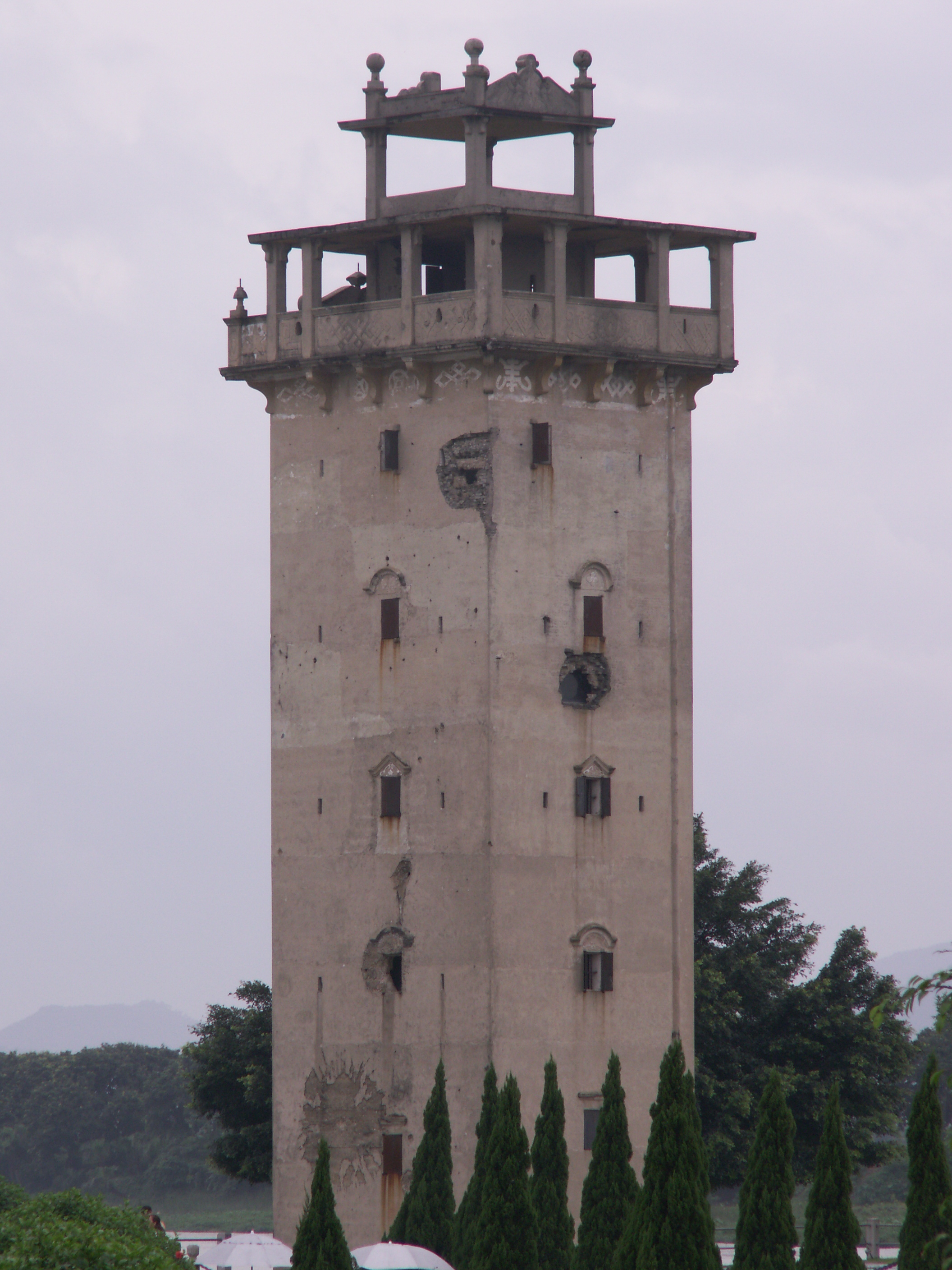
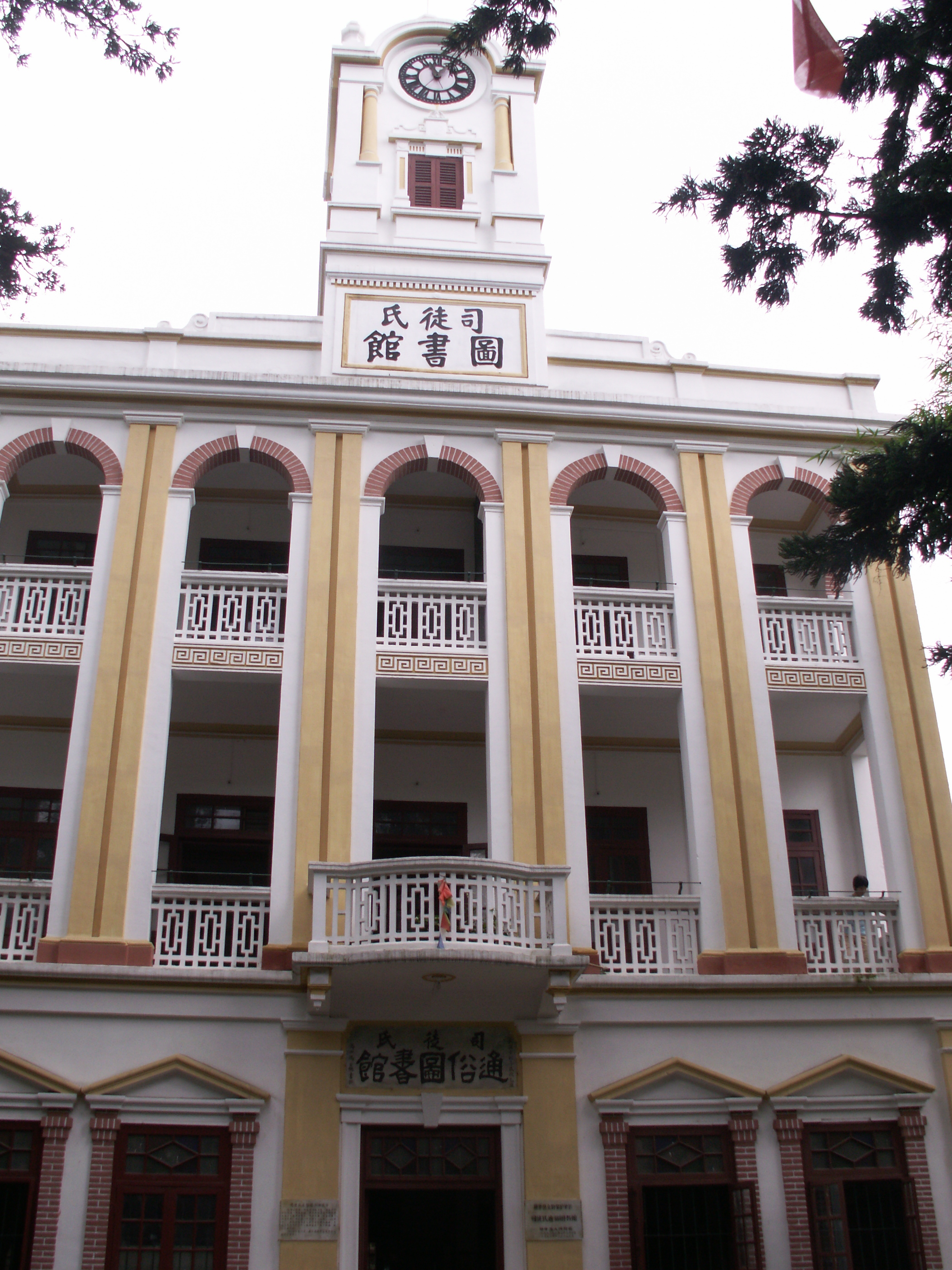
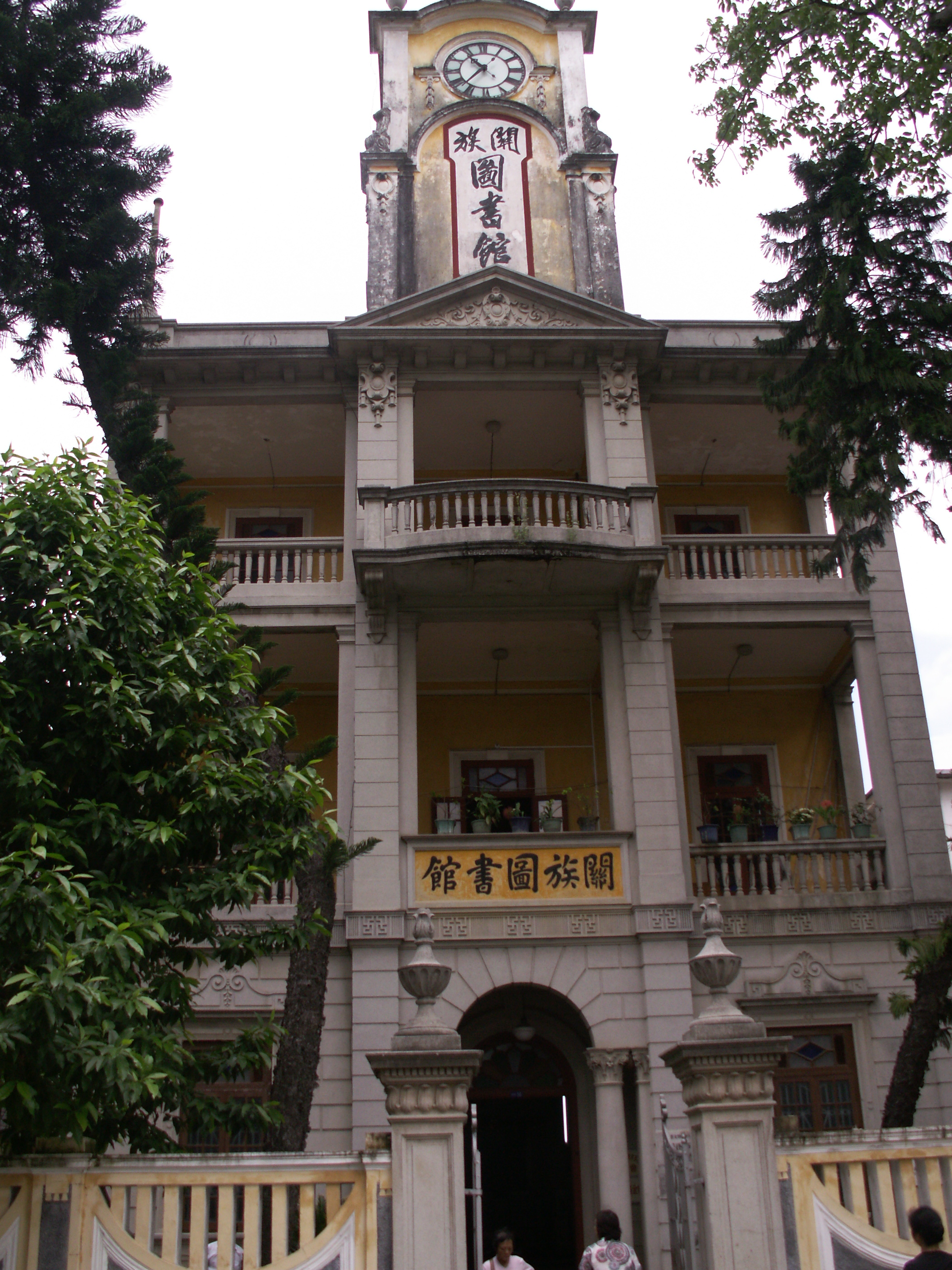
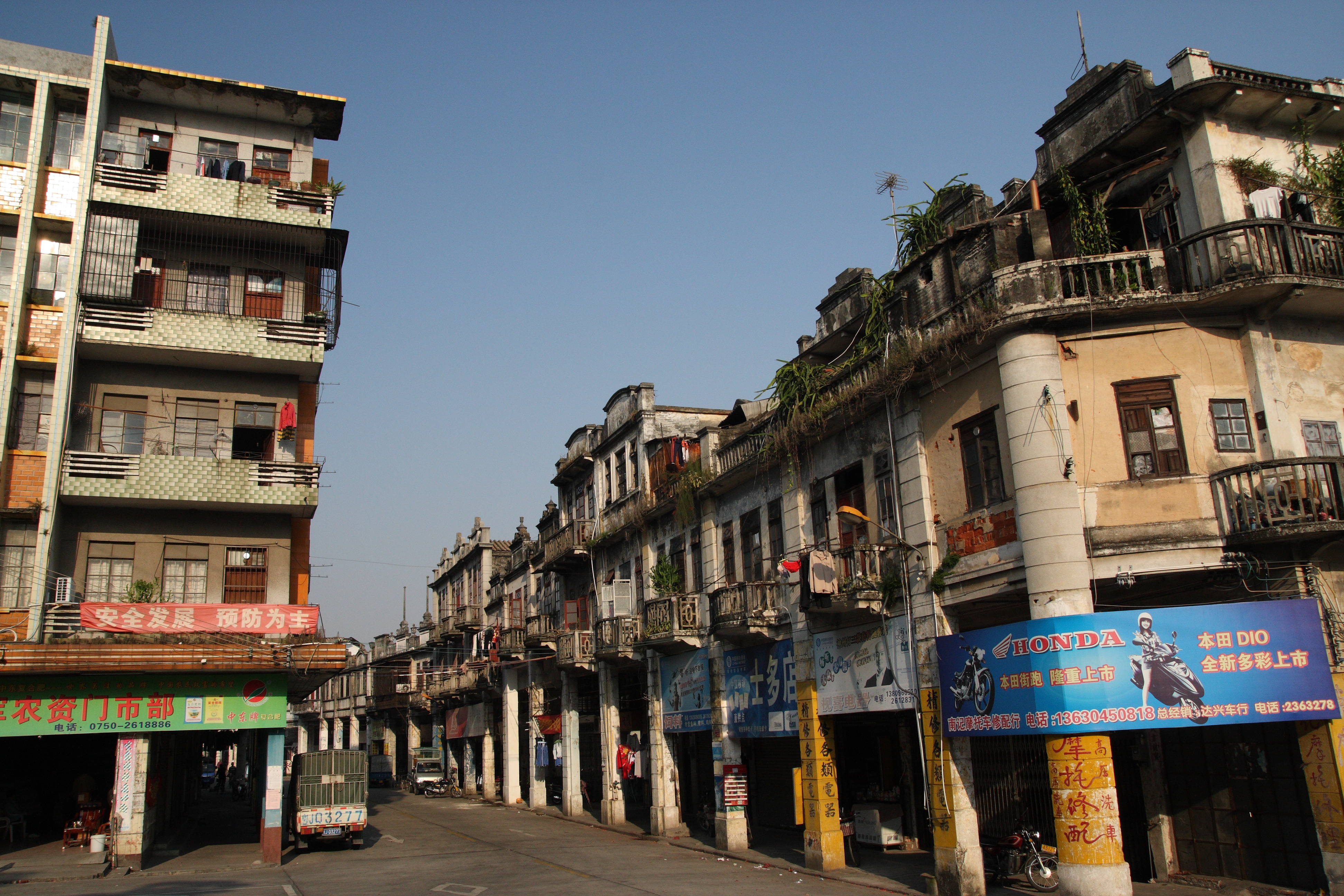
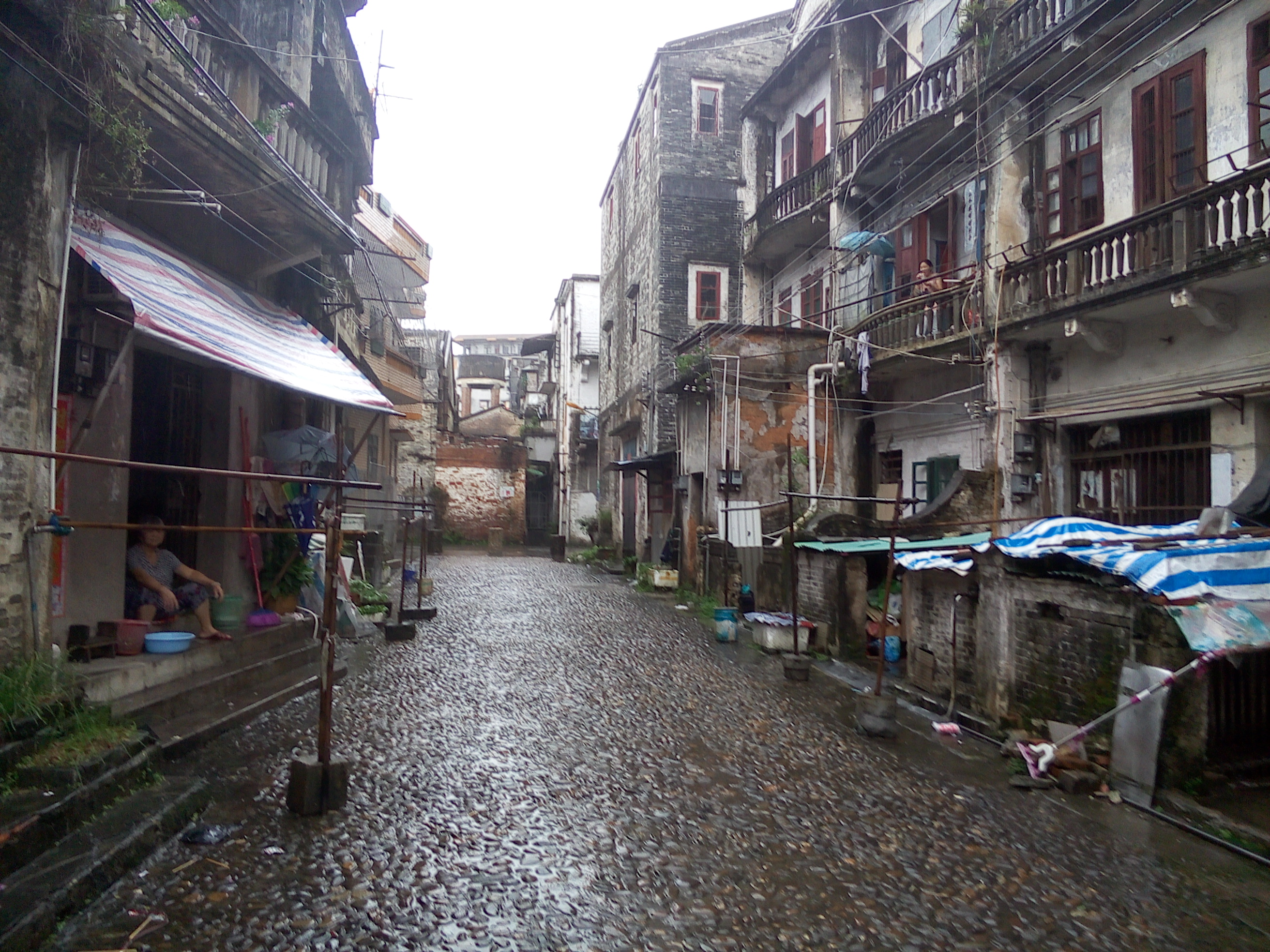